# Herbert Kubica

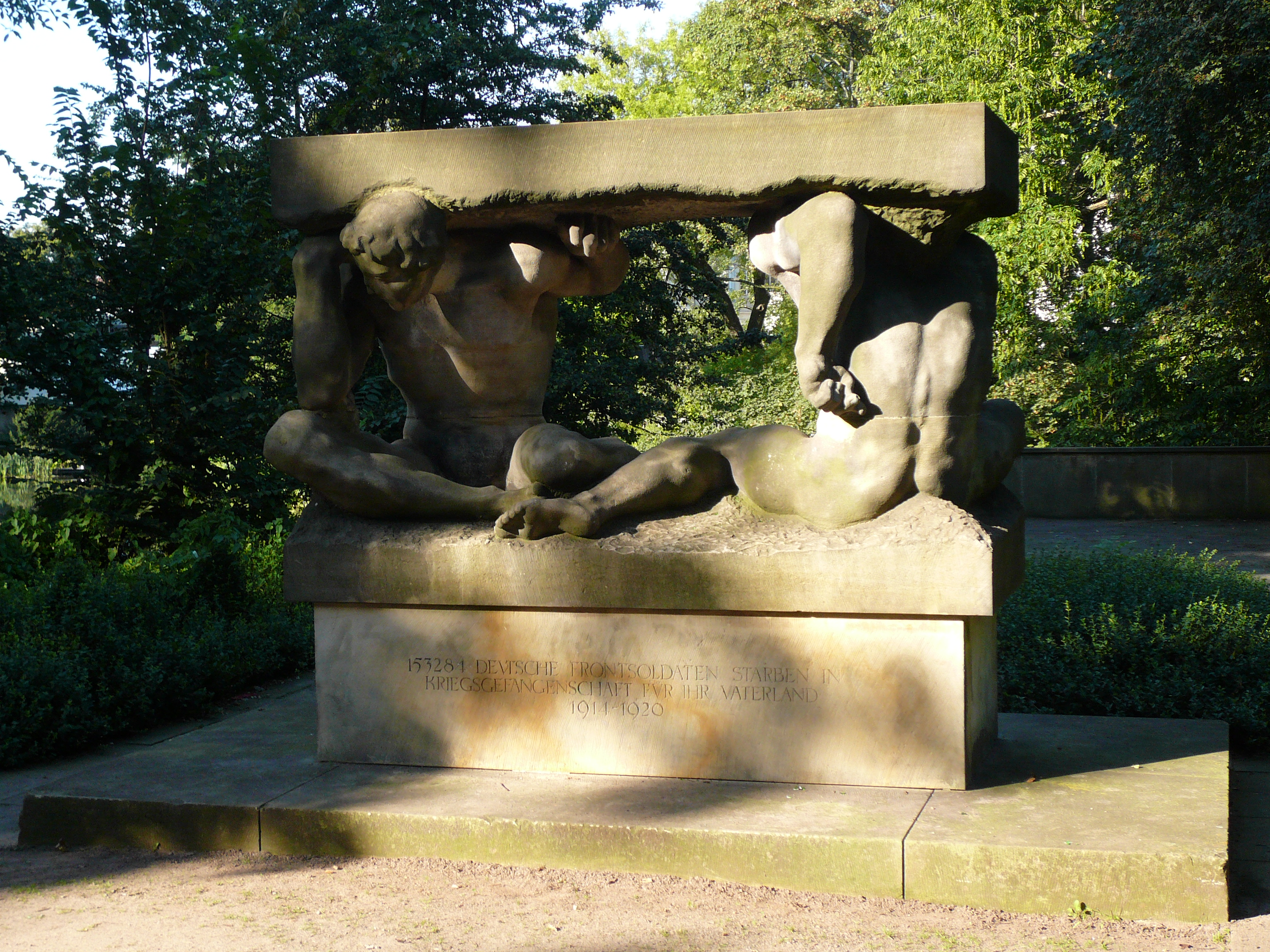
Kriegsgefangenendenkmal

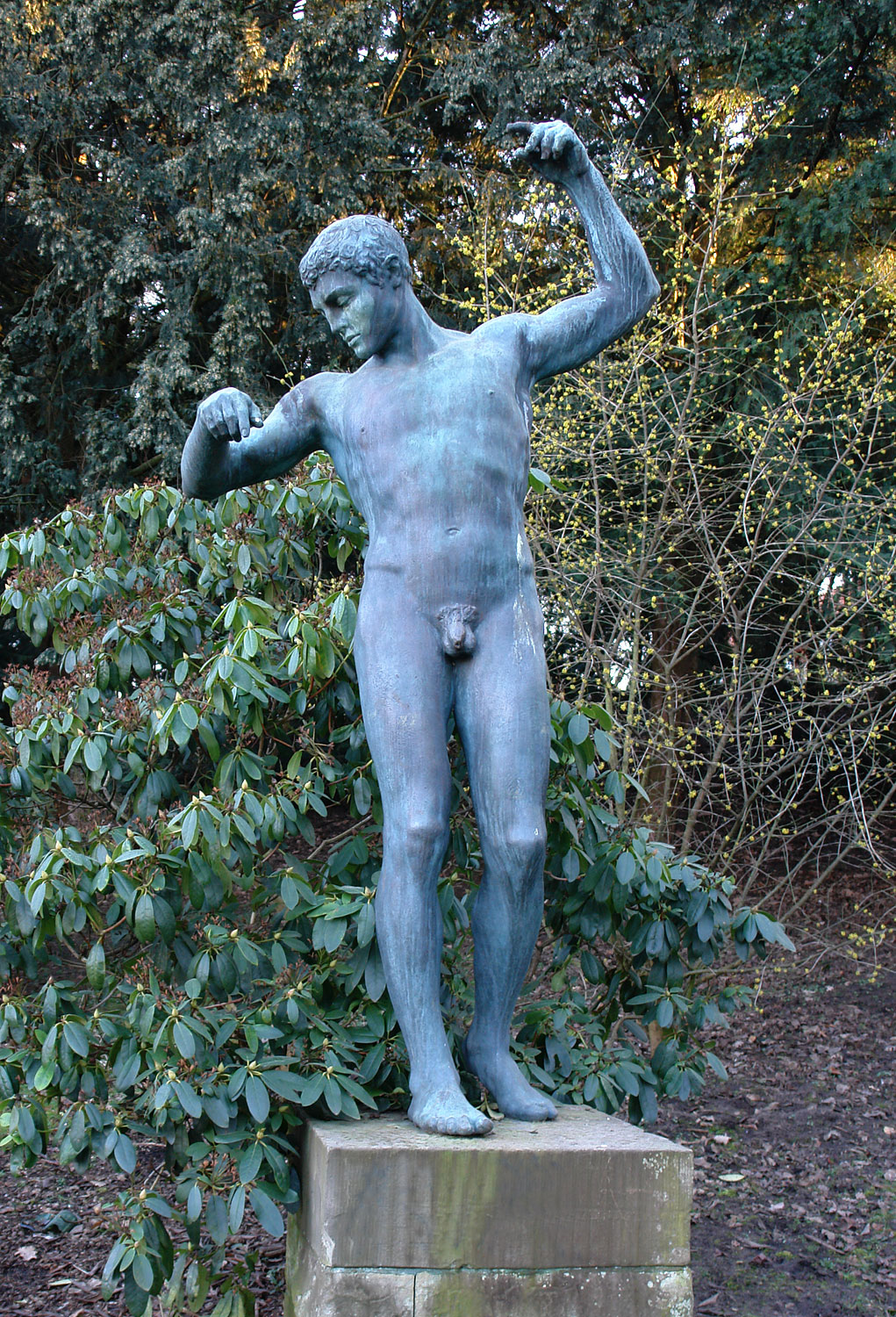
Sterbender Jüngling

Herbert Kubica (* 16. Juni 1906 in Nürnberg; † 17. Juli 1972 in Bremen) war ein deutscher Bildhauer.

## Biografie
Kubica studierte in Leipzig und Berlin. 1928 kam er nach Bremen. 1934 schuf er in den Bremer Wallanlagen am Fuße der Altmannshöhe aus Stein die Figuren zum Kriegsgefangenendenkmal zum Gedenken an die deutschen Soldaten, die während des Ersten Weltkrieges starben. 1936 entstand der Sterbende Jüngling, ein  Bronzedenkmal für die Gefallenen der „Division Gerstenberg“ und des „Freikorps Caspari“, das heute auch in den Wallanlagen steht. 1958 gestaltete er den unteren Relieffries aus Obernkirchener Sandstein an der Seitenfront der Sparkasse am Markt.
Kubica schuf u. a. auch die Büsten von Kunsthallendirektor Emil Waldmann und vom Schriftsteller Rudolf Alexander Schröder. Er war zudem Lehrer an der Staatlichen Kunstschule Bremen.